# Sankt Martin am Wöllmißberg
Sankt Martin am Wöllmißberg osztrák község Stájerország Voitsbergi járásában. 2017 januárjában 783 lakosa volt. 

## Elhelyezkedése

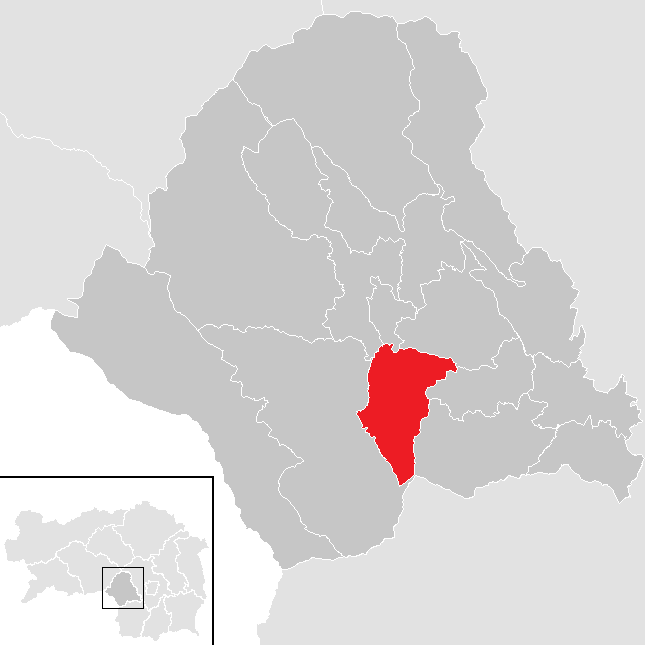
Sankt Martin am Wöllmißberg a Voitsbergi járásban

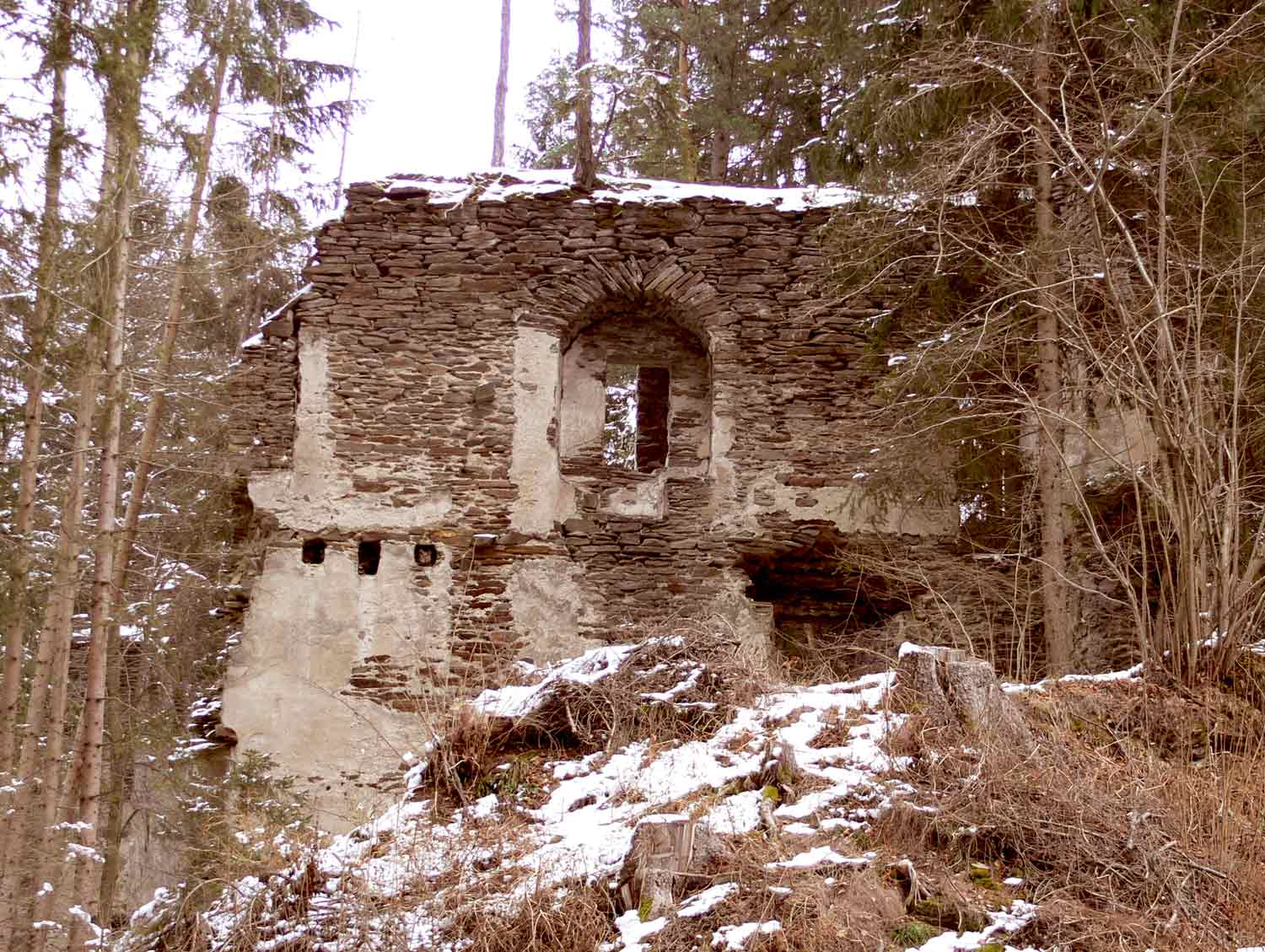
Neu-Leonroth várának romjai

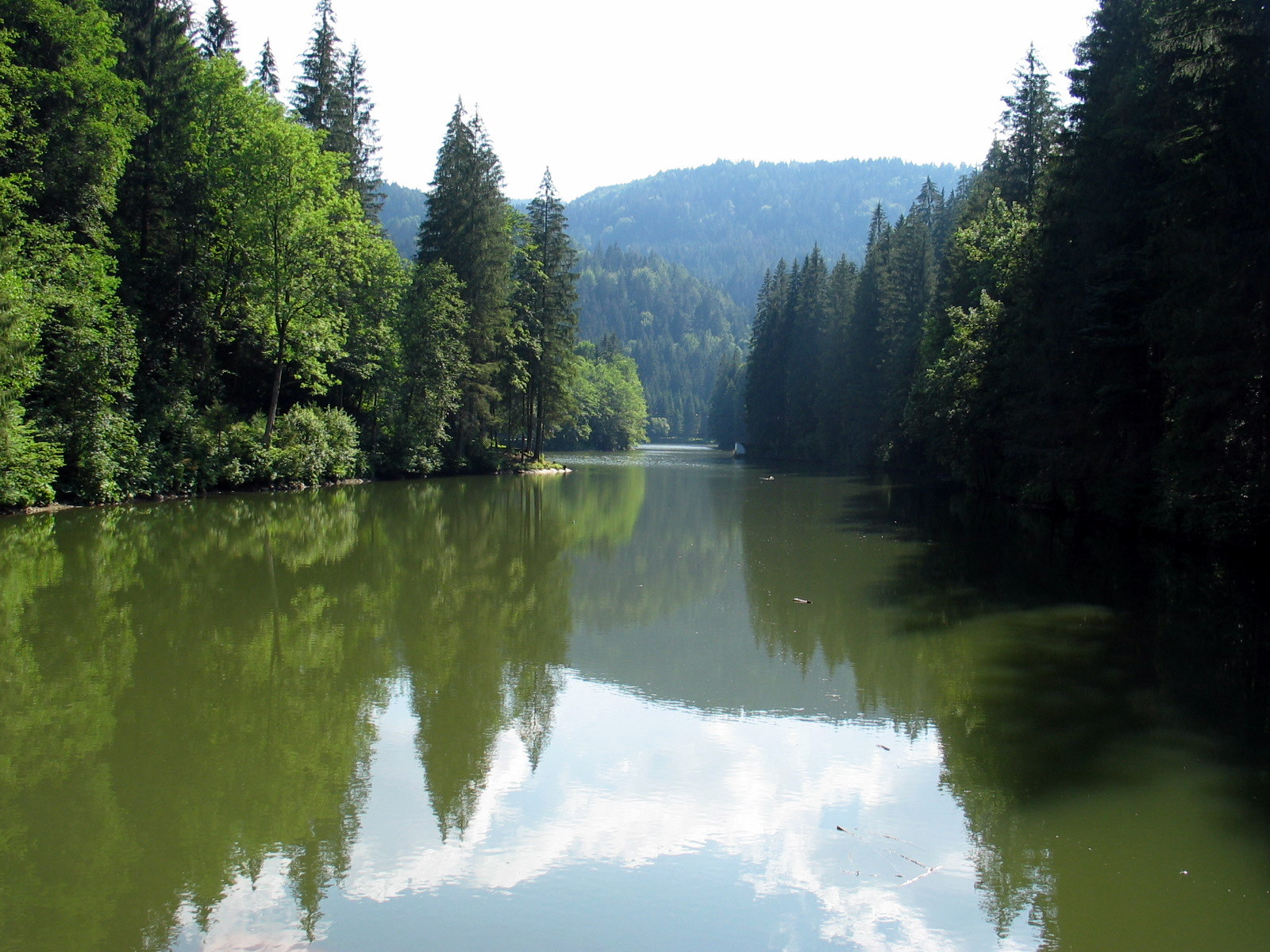
A Langmann-víztározó

Sankt Martin am Wöllmißberg a tartomány középső részén fekszik a Nyugat-Stájerország régióban, 704 m tengerszint feletti magasságban. Hozzá tartozik a 791 méteres Wöllmißberg, illetve az 1288 m magas Schusterbauerkogel egy része. Nagyobb folyóvizei a Gößnitzbach és a Teigitsch; utóbbi felduzzasztva alkotja a Langmann-víztározót. Területének nagy része fenyvesekkel borított hegyvidék. Az önkormányzat 3 falut fog össze (mindet a saját katasztrális községében): Großwöllmiß (181 lakos), Kleinwöllmiß (339 lakos) és Sankt Martin am Wöllmißberg (293 lakos).
A környező települések: nyugatra Edelschrott, északra Köflach és Rosental an der Kainach, északkeletre Voitsberg, keletre Krottendorf-Gaisfeld és Ligist, délre Sankt Stefan ob Stainz.

## Története
A falu első említése 1265-ből származik Martino formában. Temploma 1600-ig az edelschrotti egyházközség alá tartozott. 1624-1626 között önálló egyházközséggé vált, de valamikor 1786 előtt visszacsatolták Edelschrotthoz, mert ebben az évben ismét önállóvá vált. Ugyanebben az évben alapították meg a falu iskoláját.
1873-1874-ben cseh parasztokat telepítettek le a faluban, akik igen szorgalmas és takarékos dolgozóknak és kiváló zenészeknek bizonyultak.
Az önkormányzat a mai formájában 1952-ben jött létre, amikor Großwöllmiß, Kleinwöllmiß és Sankt Martin am Wöllmißberg községeket egyesítették. 

## Lakosság
A Sankt Martin am Wöllmißberg-i önkormányzat területén 2017 januárjában 783 fő élt. A lakosság 1951 óta (akkor 1117 fő) folyamatosan csökken. 2015-ben a helybeliek 99%-a volt osztrák állampolgár. 2001-ben 92% római katolikusnak, 0,1% (egy fő) evangélikusnak, 5,9% pedig felekezet nélkülinek vallotta magát. 

## Látnivalók
- Neu-Leonroth várának romjai. A közelben volt Alt-Leonroth vára is, amelyet a Krems-Leonrode család épített 1218-ban. Miután a Packba vezető utat a Teigitsch mentéről a Gößnitzbachhoz helyezték át, az erődöt elhagyták és egy új várat alapítottak az útvonal ellenőrzésére. Az új vár építésének ideje nem ismert, de 1300-ban már állt. A 14. század közepén a Waldsee-családhoz, majd a Leibnitz-családhoz tartozott. Egy 1681-es felmérés során lakatlannak írták le és a következő évben a már romlásnak indult épületben Sankt Lambrecht apátságának papjai jogot kaptak a misézésére.
- a Szt. Márton-plébániatemplomot 1372 előtt alapították. A 17. század végén teljesen átépítették. A főoltár 1770-1780-ból, a tőle balra és jobbra lévő Mária- és Szt. Antal-oltárok 1684-ből valók.
- az Anton Wildgans-emlékmű. A költő a faluban írta Kirbisch c. eposzát 1925-ben.
- a helytörténeti múzeum
- a Langmann-víztározó
- a Teigitsch folyó szurdoka (Teigitschgraben) valamikor vonzó túracélpontnak számított, de a folyó szabályozása óta elvesztette vize nagy részét.

## Testvértelepülések
- Senale (Olaszország)

## Fordítás
- Ez a szócikk részben vagy egészben  a   Sankt Martin am Wöllmißberg című német Wikipédia-szócikk ezen változatának fordításán alapul.  Az eredeti cikk szerkesztőit annak laptörténete sorolja fel. Ez a jelzés csupán a megfogalmazás eredetét és a szerzői jogokat jelzi, nem szolgál a cikkben szereplő információk forrásmegjelöléseként.